# Onthophagus brevicollis
Onthophagus brevicollis là một loài bọ cánh cứng trong họ Bọ hung (Scarabaeidae).